# Fachwerksynagoge (Detmold)
Die ehemalige Fachwerksynagoge in der Exterstraße ist ein denkmalgeschütztes Gebäude in Detmold im Kreis Lippe (Nordrhein-Westfalen).

## Geschichte
Seit 1666 war es den Juden in Detmold erlaubt, Neujahrsfest und Bettag zu feiern, ab 1670 durften sie – gegen eine entsprechende Abgabe an die Rentkammer – in ihren Privathäusern zusammen mit anderen Juden im Lande Gottesdienste und Festtage begehen. Der Bau einer öffentlichen Synagoge war ihnen zu dieser Zeit noch nicht gestattet.
Als Vorgänger der Fachwerksynagoge gelten zwei Räumlichkeiten, die die jüdische Gemeinde in Detmold genutzt hatte:
- Im Haus des Musikanten Spangenberg in der Krummen Straße 28 befand sich von 1712 bis 1742 eine Synagoge.[2][3]
- Im Nachbarhaus, Krumme Straße 30, unterhielt der Hofagent Raphael Levi in einem Anbau eine Privatsynagoge.[2][3]

Seit Untersuchungen im Jahr 2010 ist bekannt, dass ein 1633 errichtetes Hinterhaus in der Krummen Straße vermutlich schon zur Bauzeit als Synagoge genutzt wurde. Ob dieses Gebäude mit einem der zuvor genannten identisch ist, lässt sich nicht eindeutig klären.
Das 1683 erbaute Gebäude in der Exterstraße wurde ursprünglich als Scheune genutzt. Die Detmolder Judenschaft erwarb die Scheune im Jahr 1742 vom Advokaten Johann Philipp Culemann, restaurierte sie und baute sie zu einer Synagoge aus.
Kennzeichnend für ein jüdisches Gotteshaus vor der Zeit der Judenemanzipation war die von der Straße zurückgesetzte Lage.
Zeitgleich mit dem Erwerb der Scheune wurde auch das Haus Exterstraße 8 gekauft, welches 1803/04 zu einer jüdischen Schule umgebaut wurde.
Erst Anfang des 20. Jahrhunderts beschloss die jüdische Gemeinde den Neubau einer Synagoge in der Lortzingstraße. Die Gebäude in der Exterstraße wurden 1905 an den Gastwirt Wilhelm Schmidt verkauft und der Umzug in den Neubau, der schließlich in der Reichspogromnacht niedergebrannt wurde, erfolgte. Die ehemalige Synagoge diente in der Folgezeit als Schlosserei und Lager. Heutzutage nutzt die Christengemeinschaft sie als Kirche und hat ihr den Namen „Michael-Kapelle“ gegeben.

## Gedenken
Im Hinterhof der ehemaligen Synagoge befindet sich ein Denkmal von Winfried Hogrebe. Dieses zeigt eine Installation, welche als zentrales Element vier unbeschädigt gebliebene Gewändesäulen der 1938 zerstörten Synagoge enthält. Der Entwurf ging als Sieger aus einem Wettbewerb hervor, den die Stadt Detmold im Jahr 1987 ausgeschrieben hatte, und wurde am 3. November 1988 eingeweiht.
Eine gleichzeitig am Fuß der Gebäudewand aufgestellte Tafel enthält die Inschrift „Wir gedenken der Opfer der nationalsozialistischen Gewaltherrschaft, unter ihnen der sechs Millionen Juden, die in deutschen Konzentrationslagern ermordet wurden.“
Hofseitig rechts vom Gebäude befindet sich eine Gedenktafel, welche die Opfer der Judenverfolgung in Detmold benennt. Diese durch den Archivpädagogen Wolfgang Müller initiierte und im Auftrag der Gesellschaft für Christlich-Jüdische Zusammenarbeit in Lippe in Auftrag gegebene Gedenktafel wurde am 9. November 1995 eingeweiht und war zu der Zeit in ihrer Vollständigkeit einmalig in Ostwestfalen-Lippe. Im Jahr 2001 wurde die Opferliste aufgrund neuer Erkenntnisse überarbeitet.
Seit 1988 findet im Hof der Synagoge alljährlich am 9. November eine Gedenkveranstaltung für die Opfer des Nationalsozialismus statt.